# Vittorio Martinelli
Vittorio Martinelli (Napoli, 27 novembre 1926 – Bologna, 8 aprile 2008) è stato uno storico del cinema e critico cinematografico italiano, specialista del cinema muto, filone artistico sul quale è stato autore di un imponente lavoro di recupero storico-documentario, frutto di un'attività a cui egli si dedicava per passione, nel tempo libero lasciatogli dal suo lavoro di funzionario dell'ENPI, l'Ente Nazionale Prevenzione Infortuni.

## Biografia

### Attività nella storia del cinema muto
Si deve a Martinelli una felicissima intuizione metodologica della ricerca storica, grazie alla quale egli fu in grado di recuperare una parte importante della filmografia del cinema muto degli anni dal 1905 al 1931: la sua idea fu di rintracciare materiali e notizie attraverso il certosino esame degli archivi della censura cinematografica. 
Illuminato da questa idea, Martinelli profuse un impegno infaticabile in una minuziosa e accurata attività di ricerca archivistica, che gli ha permesso di riportare alla luce un catalogo e una cronologia comprendente circa il 17 per cento dell'intero movimento artistico del cinema muto, un patrimonio di conoscenza sulla storia culturale d'Italia che sarebbe stato altrimenti destinato a una progressiva e inevitabile perdita.
Su tale filone, in collaborazione con Aldo Bernardini, diede alle stampe una fondamentale opera in 21 volumi, dal titolo Il cinema muto italiano,
La morte è giunta quando era ancora nel pieno della sua attività di ricerca, che lo vedeva impegnato nella compulsazione e nella sistemazione del suo archivio, che aveva da poco trasferito alla Biblioteca Renzo Renzi della Cineteca di Bologna.
Negli ultimi giorni prima della morte stava lavorando proprio alla realizzazione di una sezione dedicata al personaggio di Za-La-Mort, da inserire all'interno della rassegna Il cinema ritrovato, festival cinematografico di cui era una delle anime.

### Attività editoriali e rassegne cinematografiche
Fu socio della Associazione italiana per le ricerche di storia del cinema, della quale fu anche Presidente dal 1991 al 1995, e collaboratore della rivista edita dall'associazione Immagine. Note di Storia del Cinema.
Tra i festival cinematografici di cui era animatore, oltre alla già citata rassegna bolognese del Cinema ritrovato, Martinelli è ricordato anche per il ruolo avuto nella manifestazione Le giornate del cinema muto - Pordenone Silent Film Festival di Pordenone.
Esiste un documentario biografico del 1998 dedicato all'opera del critico napoletano intitolato La voce del silenzio. Un omaggio a Vittorio Martinelli, di Mirco Melanco e Marco Segato, presentato anche al Torino Film Festival nel 1998.

## Opere
- Il cinema muto italiano, opera in 21 volumi edita dalla RAI-ERI, collana editoriale: Biblioteca di Bianco e Nero:
  - I film dei primi anni. 1905-1909, 1996 (con Aldo Bernardini). ISBN 978-88-397-0913-4
  - I film dei primi anni. 1910, 1996 (con Aldo Bernardini). ISBN 978-88-397-0914-1
  - I film degli anni d'oro. 1911, parte 1, 1995 (con Aldo Bernardini). ISBN 978-88-397-0915-8
  - I film degli anni d'oro. 1911, parte 2, 1996 (con Aldo Bernardini). ISBN 978-88-397-0916-5
  - I film degli anni d'oro. 1912, parte 1, 1995 (con Aldo Bernardini). ISBN 978-88-397-0917-2
  - I film degli anni d'oro. 1912, parte 2, 1995 (con Aldo Bernardini). ISBN 978-88-397-0918-9
  - I film degli anni d'oro. 1913, parte 1, 1994 (con Aldo Bernardini). ISBN 978-88-397-0850-2
  - I film degli anni d'oro. 1913, parte 2, 1994 (con Aldo Bernardini). ISBN 978-88-397-0901-1
  - I film degli anni d'oro. 1914, parte 1, 1993 (collaboratori: Aldo Bernardini).
  - I film degli anni d'oro. 1914, parte 2, 1993 (collaboratori: Aldo Bernardini), ISBN 8839708278
  - I film della Grande Guerra. 1915, parte 1, 1992.
  - I film della Grande Guerra. 1915, parte 2, 1992.
  - I film della Grande Guerra. 1916, parte 1, 1992.
  - I film della Grande Guerra. 1916, parte 2, 1992.
  - I film della Grande Guerra. 1917, 1991. ISBN 978-88-397-0677-5
  - I film della Grande Guerra. 1918, 1991. ISBN 978-88-397-0616-4
  - I film del dopoguerra. 1919, 1995.
  - I film del dopoguerra. 1920, 1995. ISBN 978-88-397-0920-2
  - I film degli anni venti. 1921, 1996. ISBN 978-88-397-0921-9
  - I film degli anni venti. 1922-1923, 1996.
  - I film degli anni venti. 1924-1931, 1996.

Altre opere
- (con Matilde Tortora e Aldo Bernardini) Enrico Guazzoni. Regista pittore
- Pina Menichelli. Le sfumature del fascino. Bulzoni, 2002, ISBN 978-88-8319-740-6
- (con Matilde Tortora) I Promessi sposi nel cinema. La Mongolfiera, 2004 ISBN 978-88-87897-58-6
- L'eterna invasione. Il cinema americano degli anni Venti e la critica italiana. La Cineteca del Friuli, 2002 ISBN 978-88-86155-29-8
- La guerra di D'Annunzio. Da poeta e dandy a eroe di guerra e «Comandante». Gaspari, 2001 ISBN 978-88-86338-72-1
- Le dive del silenzio. Le Mani-Microart's, Collana: Le Mani. Cineteca di Bologna 2001 ISBN 978-88-8012-177-0
- Dal dott. Calligari a Lola-Lola. Il cinema tedesco degli anni Venti e la critica italiana. La Cineteca del Friuli, 2001 ISBN 978-88-86155-11-3
- (con Renato Minore e Enrico Lancia) Carabinieri nel cinema. Ed. Arma dei Carabinieri, 2001 ISBN 978-88-89242-09-4
- Cuor d'oro e muscoli d'acciaio. Il cinema francese degli anni venti e la critica italiana. La Cineteca del Friuli, 2000 ISBN 978-88-86155-09-0
- Leda Gys, attrice, Milano, Coliseum Editore, 1987 (in collaborazione con A. Bernardini)
- Titanus. La storia e tutti i film di una grande casa di produzione, Milano, Coliseum Editore, 1986 (in collaborazione con A. Bernardini)
  - nuova ed. aggiornata: "Un secolo Titanus. Cinema", Roma, Titanus, 2005, ISBN 978-8877640055
- Francesca Bertini 1892-1985, Roma, Centro Sperimentale di Cinematografia/Cineteca Nazionale, 1985 (in collaborazione con Aldo Bernardini)
- Roberto Roberti direttore artistico, Pordenone, Le giornate del cinema muto, 1985 (in collaborazione con Aldo Bernardini)